# David di Donatello a la millor pel·lícula
El premi David di Donatello a la millor pel·lícula (en italià:  David di Donatello per il miglior film) és un premi de cinema que anualment atorga l'Acadèmia del Cinema Italià (ACI, Accademia del Cinema Italiano) per reconèixer la pel·lícula italiana més destacada estrenada als cinemes a Itàlia durant l'any anterior a la cerimònia. El premi es va donar per primera vegada el 1970 i es va convertir en competitiu el 1981.
Els candidats i els guanyadors són seleccionats per votació secundària per tots els membres de l’Acadèmia.

## Guanyadores
Les guanyadores del premi han estat:

### Anys 1970-1979
- 1970: 
  - Indagine su un cittadino al di sopra di ogni sospetto, dirigida per Elio Petri (ex aequo)
  - Metello, dirigida per Mauro Bolognini (ex aequo)
- 1971: 
  - El conformista, dirigida per Bernardo Bertolucci (ex aequo)
  - Il giardino dei Finzi-Contini, dirigida per Vittorio De Sica (ex aequo)
  - Waterloo (Waterloo), dirigida per Serguei Bondartxuk (ex aequo)
- 1972:
  - La classe operaia va in paradiso, dirigida per Elio Petri (ex aequo)
  - Questa specie d'amore, dirigida per Alberto Bevilacqua (ex aequo)
- 1973: 
  - Alfredo Alfredo, dirigida per Pietro Germi (ex aequo)
  - Ludwig, dirigida per Luchino Visconti (ex aequo)
- 1974: 
  - Amarcord, dirigida per Federico Fellini (ex aequo)
  - Pane e cioccolata, dirigida per Franco Brusati (ex aequo)
- 1975: 
  - Fatti di gente perbene, dirigida per Mauro Bolognini (ex aequo)
  - Gruppo di famiglia in un interno, dirigida per Luchino Visconti (ex aequo)
- 1976: 
  - Cadaveri eccellenti, dirigida per Francesco Rosi
- 1977: 
  - Il deserto dei Tartari, dirigida per Valerio Zurlini (ex aequo)
  - Un borghese piccolo piccolo, dirigida per Mario Monicelli (ex aequo)
- 1978: 
  - Il prefetto di ferro, dirigida per Pasquale Squitieri (ex aequo)
  - In nome del Papa Re, dirigida per Luigi Magni (ex aequo)
- 1979: 
  - Cristo si è fermato a Eboli, dirigida per Francesco Rosi (ex aequo)
  - Dimenticare Venezia, dirigida per Franco Brusati (ex aequo)
  - L'albero degli zoccoli, dirigida per Ermanno Olmi (ex aequo)

### Anys 1980-1989
- 1980: no atorgat
- 1981:
  - Ricomincio da tre, dirigida per Massimo Troisi
  - Tre fratelli, dirigida per Francesco Rosi
  - Passione d'amore, dirigida per Ettore Scola
- 1982:
  - Borotalco, dirigida per Carlo Verdone
  - Storie di ordinaria follia, dirigida per Marco Ferreri
  - Il marchese del Grillo, dirigida per Mario Monicelli
- 1983:
  - La notte di San Lorenzo, dirigida per Paolo i Vittorio Taviani
  - Il mondo nuovo, dirigida per Ettore Scola
  - Colpire al cuore, dirigida per Gianni Amelio
- 1984:
  - Ballando ballando, dirigida per Ettore Scola (ex aequo)
  - E la nave va, dirigida per Federico Fellini (ex aequo)
  - Mi manda Picone, dirigida per Nanni Loy
- 1985:
  - Carmen, dirigida per Francesco Rosi
  - Uno scandalo perbene, dirigida per Pasquale Festa Campanile
  - Kaos, dirigida per Paolo i Vittorio Taviani
- 1986:
  - Speriamo che sia femmina, dirigida per Mario Monicelli
  - Ginger e Fred, dirigida per Federico Fellini
  - La messa è finita, dirigida per Nanni Moretti
- 1987:
  - La famiglia, dirigida per Ettore Scola
  - Regalo di Natale, dirigida per Pupi Avati
  - Storia d'amore, dirigida per Francesco Maselli
- 1988:
  - L'últim emperador, dirigida per Bernardo Bertolucci
  - Intervista, dirigida per Federico Fellini
  - Ulls negres, dirigida per Nikita Mikhalkov
- 1989:
  - La leggenda del santo bevitore, dirigida per Ermanno Olmi
  - Nuovo Cinema Paradiso, dirigida per Giuseppe Tornatore
  - Francesco, dirigida per Liliana Cavani

### Anys 1990-1999
- 1990:
  - Porte aperte, dirigida per Gianni Amelio
  - Palombella rossa, dirigida per Nanni Moretti
  - La voce della Luna, dirigida per Federico Fellini
  - Il male oscuro, dirigida per Mario Monicelli
  - Storia di ragazzi e di ragazze, dirigida per Pupi Avati
- 1991:
  - Mediterraneo, dirigida per Gabriele Salvatores (ex aequo)
  - Verso sera, dirigida per Francesca Archibugi (ex aequo)
  - La stazione, dirigida per Sergio Rubini
  - La casa del sorriso, dirigida per Marco Ferreri
  - Il portaborse, dirigida per Daniele Luchetti
- 1992:
  - Il ladro di bambini, dirigida per Gianni Amelio
  - Il muro di gomma, dirigida per Marco Risi
  - Maledetto il giorno che t'ho incontrato, dirigida per Carlo Verdone
- 1993:
  - Il grande cocomero, dirigida per Francesca Archibugi
  - La scorta, dirigida per Ricky Tognazzi
  - Jona che visse nella balena, dirigida per Roberto Faenza
- 1994
  - Caro diario, dirigida per Nanni Moretti
  - Per amore, solo per amore, dirigida per Giovanni Veronesi
  - Perdiamoci di vista, dirigida per Carlo Verdone
- 1995
  - La scuola, dirigida per Daniele Luchetti
  - L'amore molesto, dirigida per Mario Martone
  - Il postino, dirigida per Michael Radford
- 1996
  - Ferie d'agosto, dirigida per Paolo Virzì
  - Celluloide, dirigida per Carlo Lizzani
  - Io ballo da sola, dirigida per Bernardo Bertolucci
  - L'uomo delle stelle, dirigida per Giuseppe Tornatore
- 1997
  - La treva, dirigida per Francesco Rosi
  - Il ciclone, dirigida per Leonardo Pieraccioni
  - Marianna Ucrìa, dirigida per Roberto Faenza
  - La mia generazione, dirigida per Wilma Labate
  - Nirvana, dirigida per Gabriele Salvatores
- 1998
  - La vita è bella, dirigida per Roberto Benigni
  - Ovosodo, dirigida per Paolo Virzì
  - Aprile, dirigida per Nanni Moretti
- 1999
  - Fuori dal mondo, dirigida per Giuseppe Piccioni
  - La leggenda del pianista sull'oceano, dirigida per Giuseppe Tornatore
  - L'assedio, dirigida per Bernardo Bertolucci

### Anys 2000-2009
- 2000
  - Pane e tulipani, dirigida per Silvio Soldini
  - Canone inverso, dirigida per Ricky Tognazzi
  - Garage Olimpo, dirigida per Marco Bechis
- 2001
  - La stanza del figlio, dirigida per Nanni Moretti
  - I cento passi, dirigida per Marco Tullio Giordana
  - L'ultimo bacio, dirigida per Gabriele Muccino
- 2002
  - Il mestiere delle armi, dirigida per Ermanno Olmi
  - Brucio nel vento, dirigida per Silvio Soldini
  - Luce dei miei occhi, dirigida per Giuseppe Piccioni
- 2003
  - La finestra di fronte, dirigida per Ferzan Özpetek
  - L'imbalsamatore, dirigida per Matteo Garrone
  - L'ora di religione, dirigida per Marco Bellocchio
  - Respiro, dirigida per Emanuele Crialese
  - Ricordati di me, dirigida per Gabriele Muccino
- 2004
  - La meglio gioventù, dirigida per Marco Tullio Giordana
  - Buongiorno, notte, dirigida per Marco Bellocchio
  - Che ne sarà di noi, dirigida per Giovanni Veronesi
  - Io non ho paura, dirigida per Gabriele Salvatores
  - Non ti muovere, dirigida per Sergio Castellitto
- 2005
  - Le conseguenze dell'amore, dirigida per Paolo Sorrentino
  - Certi bambini, dirigida per Andrea i Antonio Frazzi
  - Le chiavi di casa, dirigida per Gianni Amelio
  - Cuore sacro, dirigida per Ferzan Özpetek
  - Manuale d'amore, dirigida per Giovanni Veronesi
- 2006
  - Il caimano, dirigida per Nanni Moretti
  - Il mio miglior nemico, dirigida per Carlo Verdone
  - Notte prima degli esami, dirigida per Fausto Brizzi
  - Romanzo criminale, dirigida per Michele Placido
  - La terra, dirigida per Sergio Rubini
- 2007
  - La sconosciuta, dirigida per Giuseppe Tornatore
  - Anche libero va bene, dirigida per Kim Rossi Stuart
  - Centochiodi, dirigida per Ermanno Olmi
  - Mio fratello è figlio unico, dirigida per Daniele Luchetti
  - Nuovomondo, dirigida per Emanuele Crialese
- 2008
  - La ragazza del lago, dirigida per Andrea Molaioli
  - Caos calmo, dirigida per Antonello Grimaldi
  - Giorni e nuvole, dirigida per Silvio Soldini
  - La giusta distanza, dirigida per Carlo Mazzacurati
  - Il vento fa il suo giro, dirigida per Giorgio Diritti
- 2009
  - Gomorra, dirigida per Matteo Garrone
  - Il divo, dirigida per Paolo Sorrentino
  - Ex, dirigida per Fausto Brizzi
  - Tutta la vita davanti, dirigida per Paolo Virzì
  - Si può fare, dirigida per Giulio Manfredonia

### Anys 2010-2019
- 2010
  - L'uomo che verrà, dirigida per Giorgio Diritti
  - Baarìa, dirigida per Giuseppe Tornatore
  - La prima cosa bella, dirigida per Paolo Virzì
  - Mine vaganti, dirigida per Ferzan Özpetek
  - Vincere, dirigida per Marco Bellocchio
- 2011
  - Noi credevamo, dirigida per Mario Martone
  - Basilicata coast to coast, dirigida per Rocco Papaleo
  - Benvenuti al Sud, dirigida per Luca Miniero
  - La nostra vita, dirigida per Daniele Luchetti
  - Una vita tranquilla, dirigida per Claudio Cupellini
- 2012
  - Cesare deve morire, dirigida per Paolo e Vittorio Taviani
  - Habemus Papam, dirigida per Nanni Moretti
  - Romanzo di una strage, dirigida per Marco Tullio Giordana
  - Terraferma, dirigida per Emanuele Crialese
  - This Must Be the Place, dirigida per Paolo Sorrentino
- 2013
  - La migliore offerta, dirigida per Giuseppe Tornatore
  - Diaz - Don't Clean Up This Blood, dirigida per Daniele Vicari
  - Educazione siberiana, dirigida per Gabriele Salvatores
  - Io e te, dirigida per Bernardo Bertolucci
  - Viva la libertà, dirigida per Roberto Andò
- 2014
  - Il capitale umano, dirigida per Paolo Virzì
  - La grande bellezza, dirigida per Paolo Sorrentino
  - La mafia uccide solo d'estate, dirigida per Pierfrancesco Diliberto
  - La sedia della felicità, dirigida per Carlo Mazzacurati
  - Smetto quando voglio, dirigida per Sydney Sibilia
- 2015
  - Anime nere, dirigida per Francesco Munzi
  - Hungry Hearts, dirigida per Saverio Costanzo
  - Il giovane favoloso, dirigida per Mario Martone
  - Mia madre, dirigida per Nanni Moretti
  - Torneranno i prati, dirigida per Ermanno Olmi
- 2016
  - Perfetti sconosciuti, dirigida per Paolo Genovese
  - Fuocoammare, dirigida per Gianfranco Rosi
  - Il racconto dei racconti - Tale of Tales, dirigida per Matteo Garrone
  - Non essere cattivo, dirigida per Claudio Caligari
  - Youth - La giovinezza, dirigida per Paolo Sorrentino
- 2017
  - La pazza gioia, dirigida per Paolo Virzì
  - Fai bei sogni, dirigida per Marco Bellocchio
  - Fiore, dirigida per Claudio Giovannesi
  - Indivisibili, dirigida per Edoardo De Angelis
  - Veloce come il vento, dirigida per Matteo Rovere
- 2018
  - Ammore e malavita, dirigida per Manetti Bros.
  - A Ciambra, dirigida per Jonas Carpignano
  - Gatta Cenerentola, dirigida per Alessandro Rak, Ivan Cappiello, Marino Guarnieri, Dario Sansone
  - La tenerezza, dirigida per Gianni Amelio
  - Nico, 1988, dirigida per Susanna Nicchiarelli
- 2019
  - Dogman, dirigida per Matteo Garrone
  - Chiamami col tuo nome (Call Me by Your Name), dirigida per Luca Guadagnino
  - Euforia, dirigida per Valeria Golino
  - Lazzaro felice, dirigida per Alice Rohrwacher
  - Sulla mia pelle, dirigida per Alessio Cremonini

### Anys 2020-2029
- 2020
  - Il traditore, dirigida per Marco Bellocchio
  - Il primo re, dirigida per Matteo Rovere
  - La paranza dei bambini, dirigida per Claudio Giovannesi
  - Martin Eden, dirigida per Pietro Marcello
  - Pinocchio, dirigida per Matteo Garrone